# Beaurieux (Aisne)
Beaurieux ist eine französische Gemeinde mit 813 Einwohnern (Stand 1. Januar 2022) im Département Aisne in der Région Picardie. Sie gehört zum Arrondissement Laon, zum Kanton Villeneuve-sur-Aisne und zum Gemeindeverband Chemin des Dames.

## Geografie
Die Gemeinde liegt am Fluss Aisne, etwa 23 Kilometer nordwestlich von Reims. Im Norden reicht das Gemeindegebiet an den südlichen Abhang des Höhenrückens Chemin des Dames.

## Bevölkerungsentwicklung
| Jahr                       | 1962 | 1968 | 1975 | 1982 | 1990 | 1999 | 2006 | 2012 | 2021 |
| -------------------------- | ---- | ---- | ---- | ---- | ---- | ---- | ---- | ---- | ---- |
| Einwohner                  | 560  | 566  | 577  | 652  | 654  | 704  | 782  | 776  | 832  |
| Quellen: Cassini und INSEE |      |      |      |      |      |      |      |      |      |

## Sehenswürdigkeiten
- Pfarrkirche Saint-Rémi, Monument historique seit 1927[2]

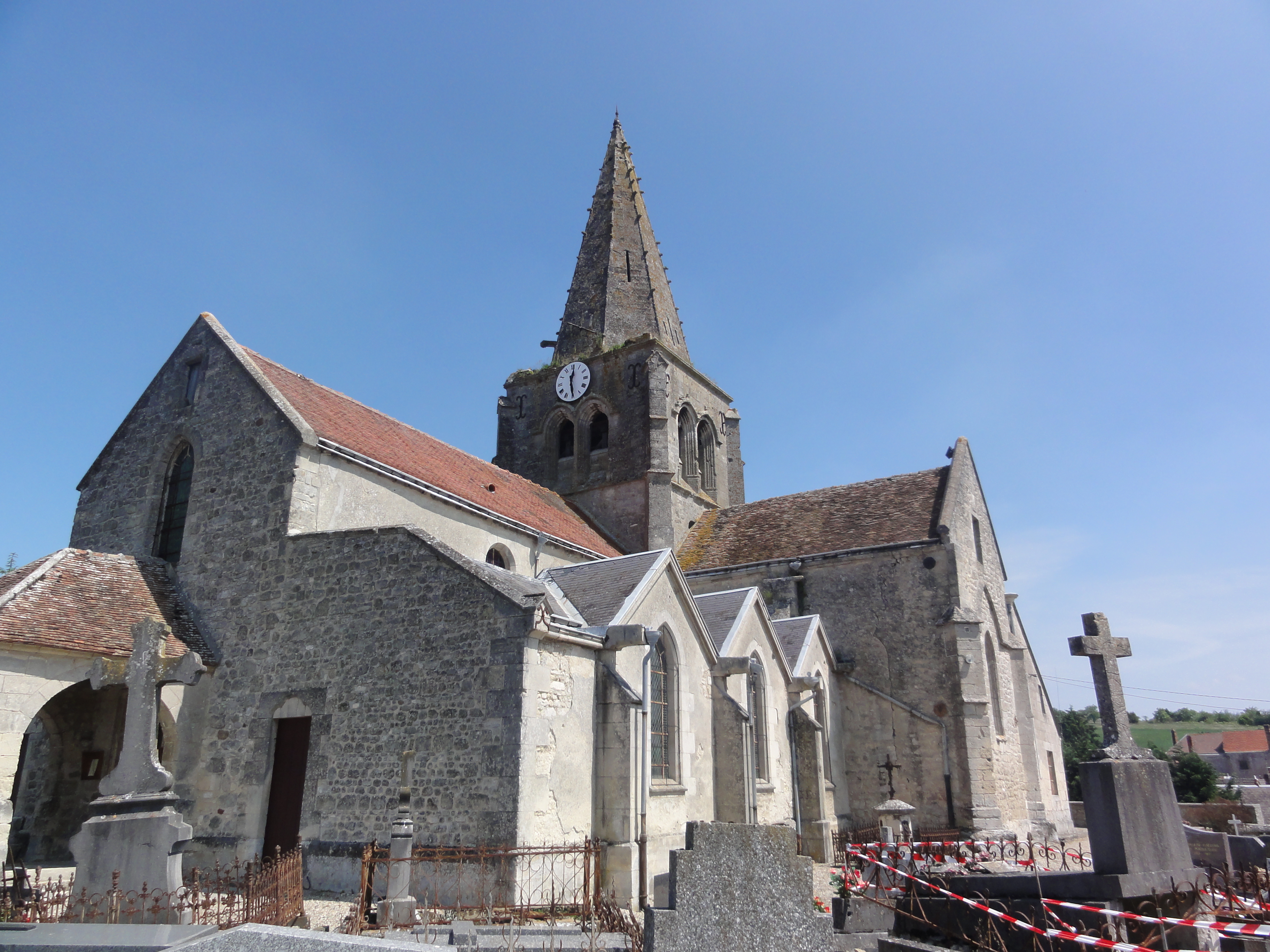
Kirche Saint-Rémi
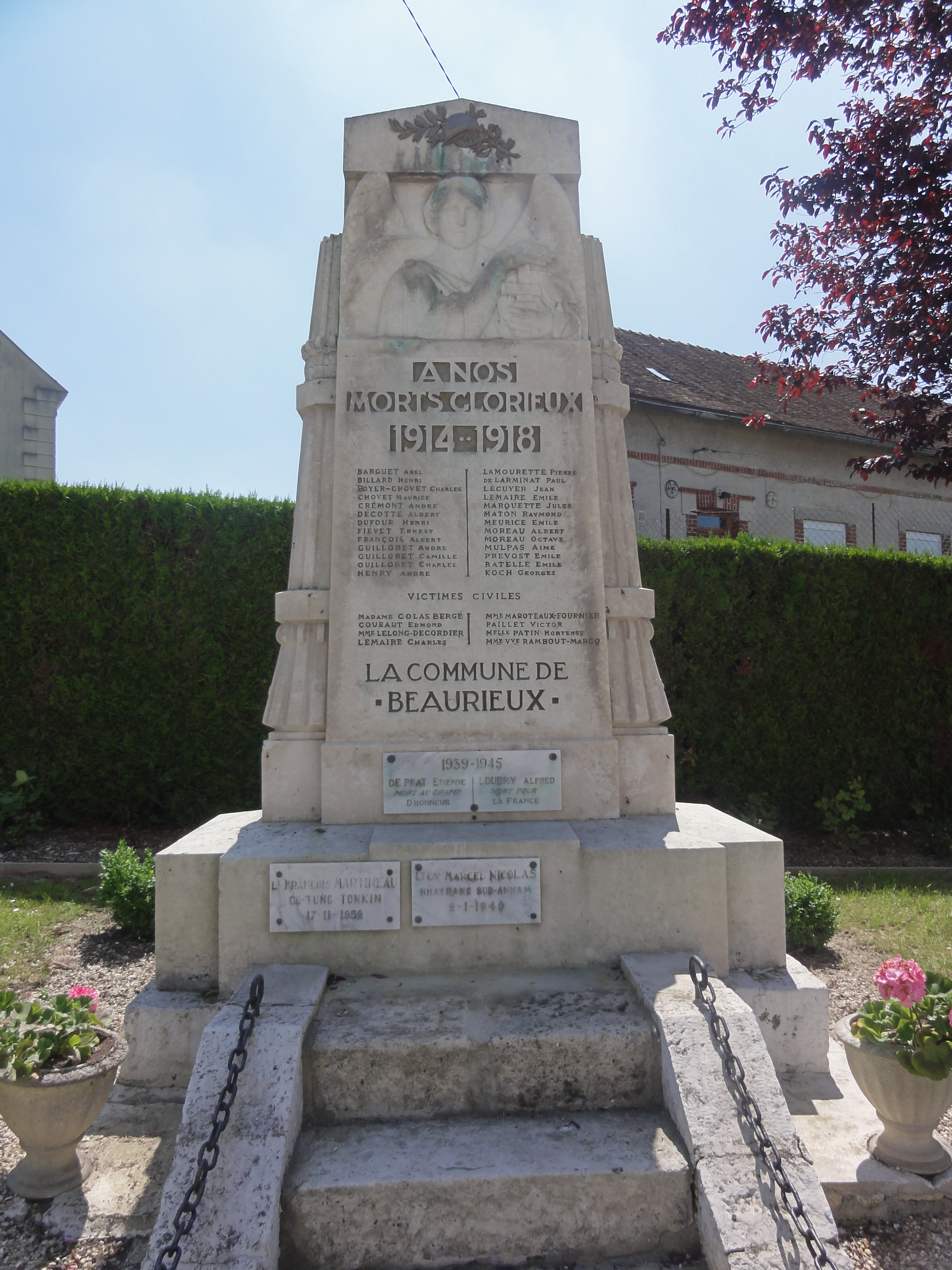
Gefallenendenkmal

## Persönlichkeiten
Der Jesuitenpater und Entdecker Jacques Marquette (1637–1675) verbrachte einen Teil seiner Kindheit in Beaurieux.